# Szalone nożyczki

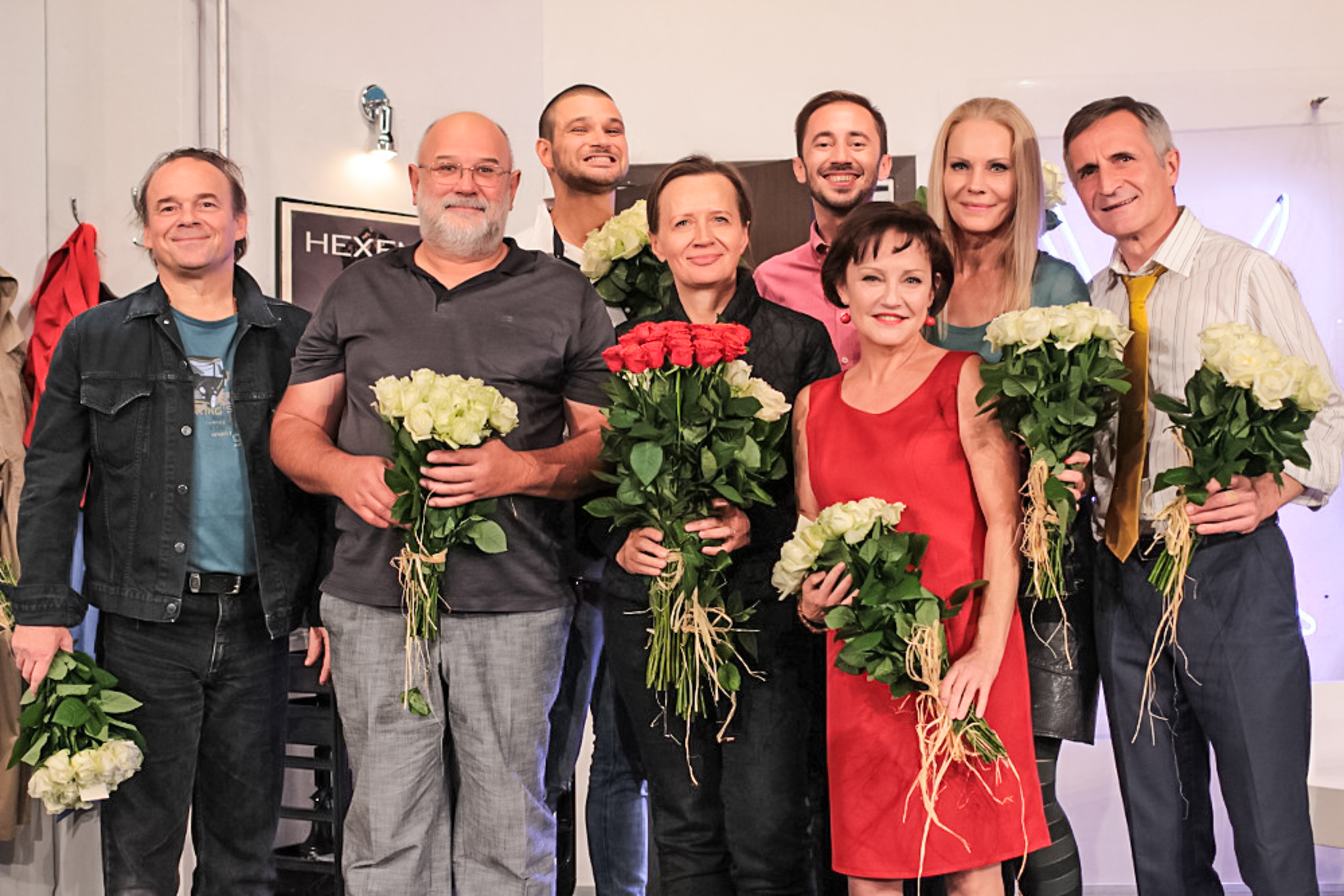
Obsada insenizacji w Teatrze Powszechnym w Łodzi, 2019

Szalone nożyczki (ang. Shear Madness) – sztuka teatralna (komedia) Paula Pörtnera z 1963 roku, w Polsce pierwszy raz wystawiona 27 marca 1999 roku w Teatrze Powszechnym w Łodzi.
Spektakl „Shear Madness” został wpisany do księgi rekordów Guinnessa jako najdłużej grane przedstawienie (z wyjątkiem musicali) w Stanach Zjednoczonych – tamtejsze „Szalone nożyczki” nie schodzą z afiszy już od ponad 30 lat.

## Fabuła
Akcja spektaklu dzieje się w salonie fryzjerskim „Szalone nożyczki”, którego właścicielem jest mistrz grzebienia i nożyczek Antonio Wzięty. Wynajmuje on salon od mistrzyni fortepianu Izabeli Richter. Pewnego dnia zostaje ona zamordowana w swoim mieszkaniu znajdującym się tuż nad salonem pana Antonia. W tym czasie w salonie znajdują się: Antonio, Barbara Markowska (druga fryzjerka) oraz ich klienci: handlujący antykami Edward Wurzel, żona bogatego posła – pani Helena Dąbek, pan Michał i pan Więckowski. Jak się później okazuje, ci dwaj ostatni to policjanci, którzy zaraz rozpoczynają prowadzenie śledztwa w sprawie zabójstwa pani Richter; podejrzani są wszyscy, którzy w tym czasie przebywali w salonie (oprócz policjantów). Spektakl jest o tyle widowiskowy, że publiczność decyduje o rozwoju całej sytuacji. Aktorzy wspólnie z widzami odtwarzają całą sytuację aż do zamordowania pianistki. Następnie odbywa się głosowanie, w którym publiczność wyłania swojego „faworyta” (postać podejrzaną o dokonanie zabójstwa).

## Nagrody
- America’s Raven Award (przyznawana utworom z wątkami kryminalnymi)
- Nagroda Charliego Chaplina[2]

## Obsada w wersji polskiej

### Teatr Powszechny w Łodzi
Premiera: 27 marca 1999 roku. Spektakl w Teatrze Powszechnym w Łodzi w reżyserii Marcina Sławińskiego w obsadzie:
- Olo Boski, fryzjer – Jakub Kotyński lub Jakub Firewicz,
- Barbara Markowska, fryzjerka – Beata Ziejka,
- Dominik Kowalewski, detektyw – Piotr Lauks,
- Michał Tomasik, policjant – Andrzej Jakubas,
- Pani Dąbek, klientka – Barbara Lauks,
- Edward Wurzel – Artur Majewski.

### Teatr Kwadrat w Warszawie
Premiera: 13 listopada 1999 roku. Spektakl w Teatrze Kwadrat w Warszawie w obsadzie:
- Antonio Wzięty – gościnnie Jacek Łuczak,
- Barbara Markowska – Lucyna Malec,
- Edward Wurzel – Maciej Kujawski,
- Helena Dąbek – Ewa Wencel,
- Policjant Więckowski – Grzegorz Wons,
- Policjant Michał – Andrzej Nejman, Paweł Małaszyński lub Andrzej Andrzejewski.

### Teatr Bagatela w Krakowie
Premiera: 1 kwietnia 2006 roku. Spektakl w obsadzie:
- Antonio Wzięty – Wojciech Leonowicz lub Adam Szarek,
- Barbara Markowska – Aleksandra Godlewska,
- Edward Wurzel – Przemysław Branny lub Przemysław Redkowski,
- Helena Dąbek – Ewa Mitoń,
- Policjant Więckowski – Łukasz Żurek,
- Policjant Michał – Przemysław Redkowski lub Marcin Kobierski.

### Teatr Dramatyczny im. Aleksandra Węgierki w Białymstoku
Premiera: 12 maja 2007 roku. Spektakl w Teatr Dramatyczny im. Aleksandra Węgierki w Białymstoku w obsadzie:
- Antonio Wzięty – gościnnie Sebastian Cybulski,
- Barbara Markowska – Agnieszka Możejko-Szekowska,
- Edward Wurzel – Rafał Olszewski,
- Helena Dąbek – Ewa Palińska,
- Policjant Więckowski – Piotr Szekowski lub Marek Tyszkiewicz
- Policjant Michał – Krzysztof Ławniczak

### Teatr im. Wandy Siemaszkowej w Rzeszowie
Premiera: 18 czerwca 2011 roku. Spektakl w reżyserii Marcina Sławińskiego w Teatrze im. Wandy Siemaszkowej w Rzeszowie w obsadzie:
- Antonio Wzięty, fryzjer – Kornel Pieńko, Michał Chołka,
- Barbara Markowska, fryzjerka – Beata Zarembianka,
- Pani Dąbek, klientka – Anna Demczuk,
- Michał Tomasiak, policjant po cywilnemu – Aleksander Janiszewski, Józef Hamkało,
- Edward Wurzel, handlarz antykami – Grzegorz Pawłowski,
- Dominik Kowalewski, komisarz policji po cywilnemu – Marek Kępiński

### Bałtycki Teatr Dramatyczny im. Juliusza Słowackiego w Koszalinie
Premiera: 27 września 2014 roku. Spektakl w reżyserii Andrzeja Chichłowskiego w Bałtycki Teatr Dramatyczny im. Juliusza Słowackiego w Koszalinie w obsadzie:
- Antonio Wzięty, fryzjer – Artur Paczesny
- Barbara Markowska, fryzjerka – Żanetta Gruszczyńska-Ogonowska,
- Pani Dąbek, klientka – Małgorzata Wiercioch,
- Michał Tomasiak, policjant po cywilnemu – Jacek Zdrojewski
- Edward Wurzel, handlarz antykami – Marcin Borchardt
- Dominik Kowalewski, komisarz policji po cywilnemu – Wojciech Rogowski